# Маратс Касемс
Маратс Касемс (латис. Marats Kasems; 14 березня 1990, Рига, Латвійська РСР, СРСР) —  латвійський журналіст та політолог.

## Біографія
Маратс Касемс народився в Ризі 14 березня 1990 року. Батько — Фадель, єменський араб, військовослужбовець, мати — Світлана. Навчався фортепіано в Саласпілській музичній школі, вивчав політологію в Латвійському університеті (який не закінчив) і в Російському університеті дружби народів, де здобув ступінь магістра.
У 2013 році Касемс балотувався до Саласпілської муніципальної ради від партії «Saskaņa», але згодом був виключений з партії після того, як відео, на якому він нарікає на результати муніципальних виборів, привернуло широку увагу в соціальних мережах.
У 2018 році Касемc балотувався на парламентських виборах від партійного об'єднання «Par Alternatīvu». Він був у списку як журналіст російського видання «Росія сьогодні». Пізніше Касемc став редактором Sputnik Литва, але у 2019 році Литва оголосила його персоною нон-грата і заборонила в'їзд в країну на п'ять років.
30 грудня 2022 року Касемса затримали в Латвії за підозрою у шпигунстві та порушенні економічних санкцій ЄС. Прокуратура висунула Касемсу звинувачення згідно з Кримінальним кодексом у пособництві іноземній державі в діянні, спрямованому проти Латвійської Республіки. У квітні 2023 року його звільнили з в'язниці в обмін на підписку про невиїзд. У липні 2023 року, згідно з приписом Генерального прокурора про покарання, Касемса було визнано винним і покарано за сприяння іноземній державі в діянні, спрямованому проти Латвії. Оскільки Кассем визнав свою провину та розкаявся, його оштрафували на 15 500 євро.
31 серпня 2023 року в розлогому інтерв'ю порталу Delfi Касемс заявив, що працюючи на пропагандиста Дмитра Кисельова, він виконував брудну роботу і заробляв мало. Касемс також зізнався, що не планує повертатися в Росію. Через 5 хвилин після публікації інтерв'ю було видалено.

## Касемс про безпеку інформаційного простору Латвії
Я вважаю, що маленька країна повинна захищати себе всіма можливими способами. Іноді вони можуть здаватися трохи перебільшеними ззовні, але Латвія зараз відчуває загрозу - навіть не з боку Москви, яка не так далеко, а з боку міст, які знаходяться ще ближче до кордонів Латвії. Головне — не перебільшувати і не скочуватися до радикальної ідеології. Я сподіваюся, що у нас вистачить політичного досвіду і політичної мудрості, щоб до цього не дійти. Але в той же час я вважаю, що наше суспільство має бути більш ексклюзивним, де кожен, незалежно від походження, є громадянином Латвії і кожен є патріотом. Ви йдете по Саласпілсу (не буду казати, в якому будинку — ну, вікна відчинені, на перших поверхах). Всі дивляться ті ж самі телеканали, які дивилися раніше, які заборонені. Вони не бачать підтримки від, скажімо, домінуючого етносу, від більшості. Але в той же час вони втішаються тим, що дивляться телевізор, де їхні слова ще раз підтверджуються, в першу чергу, але також з додаванням якихось ідеологем, якихось наративів, які дуже комфортно лягають на цей ґрунт.